# 李宪 (岭南节度使)
李憲（762年—829年），字章武，临潭（今甘肃临潭）人，唐代中期名將李晟之子。曾任洪州（今江西南昌）刺史、江西观察使，後又轉任嶺南節度使，死於任上。其墓在今江西分宜的大岡山風景區。